# Colle Umberto

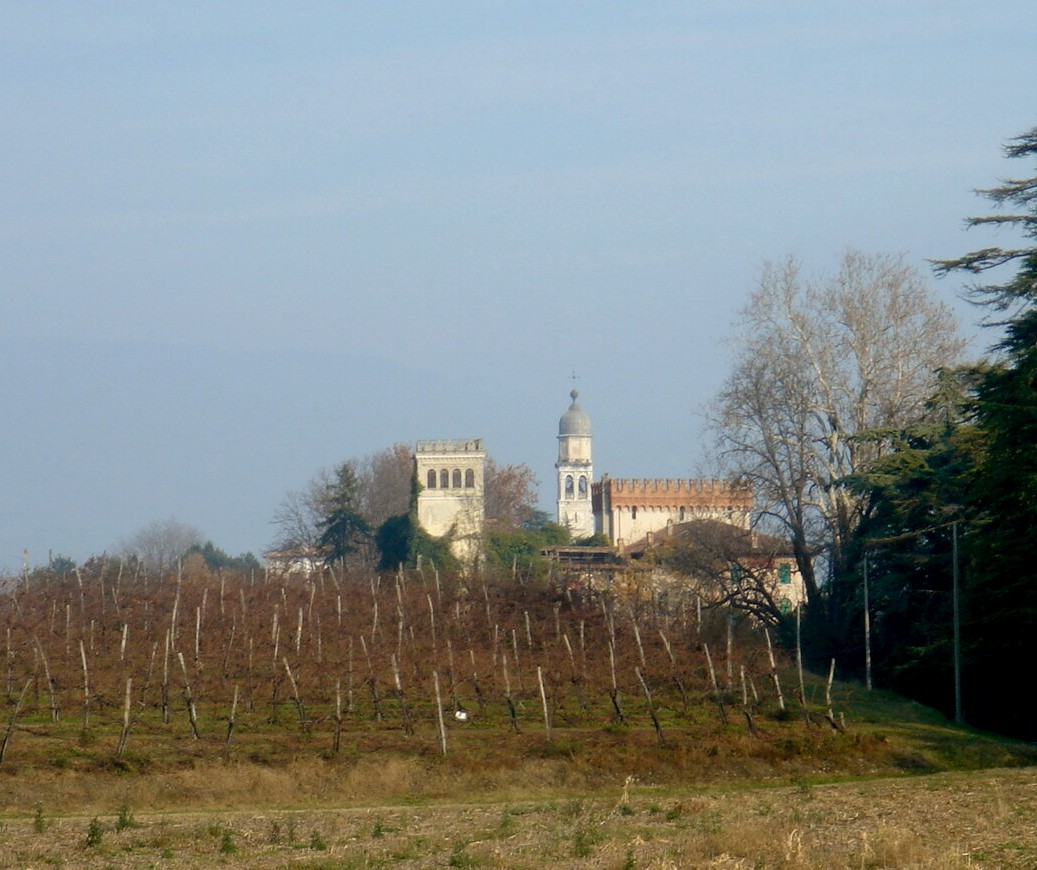
Blick auf den Campanile von Colle Umberto

Colle Umberto (Venetisch: Còłe Unbèrto) ist eine nordostitalienische Gemeinde (comune) mit 5030 Einwohnern (Stand 31. Dezember 2023) in der Provinz Treviso in Venetien. Die Gemeinde liegt etwa 31,5 Kilometer nordnordöstlich von Treviso zwischen dem Canale Umberto und dem Canale Castelletto.

## Geschichte
In der Nähe des Ortsteils San Martino fand im Oktober/November 1918 die Schlacht von Vittorio Veneto zwischen Österreich-Ungarn und Italien statt, die mit der Niederlage von Österreich-Ungarn im Ersten Weltkrieg endete.

## Persönlichkeiten
- Ottavio Bottecchia (1894–1927), Radrennfahrer, Zweitplatzierter der ersten Tour de France
- Alfonso Piccin (1901–1932), Radrennfahrer

## Gemeindepartnerschaften
Colle Umberto unterhält Partnerschaften mit der französischen Gemeinde La Balme-de-Sillingy im Département Haute-Savoie (seit 1984) und mit der maltesischen Gemeinde San Lawrenz auf der Insel Gozo.

## Verkehr
Die westliche Gemeindegrenze bildet die Strada Statale 51 di Alemagna von Toblach nach San Vendemiano, die in etwa parallel zur Autostrada A27 verläuft.